# L.A. Law - Avvocati a Los Angeles
L.A. Law - Avvocati a Los Angeles (L.A. Law) è una serie televisiva della NBC. Vincitrice di svariati premi tra cui Emmy e Golden Globe, la serie mescola umorismo con drammaticità, toccando temi di estrema attualità come AIDS, razzismo, omosessualità, droga e corruzione.

## Trama
La serie è ambientata nel mondo degli avvocati di un rinomato studio legale McKenzie, Brackman, Chaney & Kusak, di Los Angeles, dove tutti i giorni hanno a che fare con complessi casi giudiziari e problemi di natura privata.

## Episodi
| Stagione         | Episodi | Prima TV USA | Prima TV Italia |
| ---------------- | ------- | ------------ | --------------- |
| Prima stagione   | 22      | 1986-1987    |                 |
| Seconda stagione | 20      | 1987-1988    |                 |
| Terza stagione   | 19      | 1988-1989    |                 |
| Quarta stagione  | 22      | 1989-1990    |                 |
| Quinta stagione  | 22      | 1990-1991    |                 |
| Sesta stagione   | 22      | 1991-1992    |                 |
| Settima stagione | 22      | 1992-1993    |                 |
| Ottava stagione  | 22      | 1993-1994    |                 |

## Personaggi

### Personaggi principali
- Harry Hamlin - Michael Kuzak (1986-91; stagioni 1-5)
- Susan Dey - Grace Van Owen (1986-92; stagioni 1-6)
- Corbin Bernsen - Arnie Becker (1986-94; stagioni 1-8)
- Jimmy Smits - Victor Sifuentes (1986-91; stagioni 1-5)
- Jill Eikenberry - Ann Kelsey (1986-94; stagioni 1-8)
- Alan Rachins - Douglas Brackman Jr. (1986-94; stagioni 1-8)
- Michele Greene - Abigail "Abby" Perkins (1986-91; stagioni 1-5)
- Michael Tucker - Stuart Markowitz (1986-94; stagioni 1-8)
- Susan Ruttan - Roxanne Melman (1986-93; stagioni 1-7)
- Richard Dysart - Leland McKenzie (1986-94; stagioni 1-8)

### Personaggi ricorrenti
- Larry Drake - Benny Stulwitz (1987-94; stagioni 2-8)
- Blair Underwood - Jonathan Rollins (1987-94; stagioni 2-8)
- Dana Sparks - Jennifer Kepler (1988-89; stagione 3)
- Dann Florek - Dave Meyer (1988-90; stagioni 3-4)
- Diana Muldaur - Rosalind Shays (1989-91; stagioni 4-5)
- John Spencer - Tommy Mullaney (1990-94; stagioni 5-8)
- Amanda Donohoe - Cara Jean "C.J." Lamb (1990-92; stagioni 5-6)
- Cecil Hoffman - Zoey Clemmons (1991-92; stagioni 5-6)
- Sheila Kelley - Gwen Taylor (1990-93; stagioni 5-7)
- Conchata Ferrell - Susan Bloom (1991-92; stagione 6)
- Michael Cumpsty - Frank Kittridge (1991-92; stagione 6)
- A Martinez - Daniel Morales (1992-94; stagioni 7-8)
- Lisa Zane - Melina Paros (1992-93; stagione 7)
- Alexandra Powers - Jane Halliday (1993-94; stagione 8)
- Alan Rosenberg - Eli Levinson (1993-94; stagione 8)
- Debi Mazar - Denise Ianello (1993-94; stagione 8)

## Produzione
La serie è stata creata da Steven Bochco, già ideatore di Hill Street giorno e notte e in seguito di NYPD - New York Police Department.

## Distribuzione
La serie è composta da 8 stagioni-andate in onda originalmente dal 15 settembre 1986 al 19 maggio 1994 sul canale televisivo statunitense NBC.
In Italia la serie è stata trasmessa per la prima volta nel 1988 su Rai 2, in seguito è stata trasmessa su Rete 4 e TMC.

## Opere derivate
Nel 2002 è stato girato un film TV conclusivo della serie.